# سیارک ۳۶۶

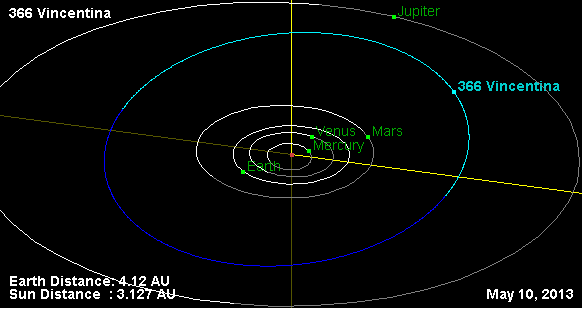
مدار سیارک ۳۶۶ و موقعیت آن در منظومه شمسی

سیارک ۳۶۶ (به انگلیسی: 366 Vincentina، نامگذاری:1893W) سیصد و شصت و ششمین سیارک کشف شده‌است که در ۲۱ مارس ۱۸۹۳ و در نیس کشف شد.
قدر مطلق سیارک برابر ۸٫۵۰ است.